# Rich Amiri
Rich Amiri, pseudonimo di Amiri Dexter Chase, nato Elijah Policard (Boston, 6 febbraio 2004), è un rapper statunitense.

## Biografia
Rich Amiri è salito alla ribalta nella seconda metà del 2023, dopo che diversi brani hanno trovato viralità sulle reti sociali, in particolar modo su TikTok. Ha conseguito il suo primo ingresso nella Billboard Hot 100 con One Call, certificato oro dalla Recorded Music NZ e platino dalla Recording Industry Association of America con oltre un milione di unità vendute. Lo stesso brano, contenuto nel terzo album in studio Ghetto Fabulous (2023), ha fatto anche l'ingresso nella Canadian Hot 100 e nella Official Singles Chart.

## Discografia

### Album in studio
- 2022 – For the Better
- 2023 – Evolution
- 2023 – Ghetto Fabulous
- 2024 – War Ready

### EP
- 2022 – Chase

### Singoli
- 2019 – Duwap
- 2020 – Hunters
- 2021 – Relocate
- 2021 – Both Ways
- 2021 – Can't Die
- 2021 – So Long (feat. Dev Stacks)
- 2021 – Neva Sip Act (con Heygwuapo)
- 2021 – Believer
- 2021 – Hunters 3
- 2021 – Coke
- 2021 – Hand Down Man Down
- 2021 – Walk In
- 2021 – Venice (feat. Heygwuapo)
- 2022 – Number 2
- 2022 – Count Me In
- 2022 – Bounty
- 2022 – Never Fail
- 2022 – Jumpin (con Layze)
- 2022 – Havoc (con Slump6s)
- 2022 – Coppin Those
- 2022 – Whole Lotta
- 2022 – True Colors
- 2022 – Take Back (con Eli Juggz e Devstacks)
- 2022 – Trouble
- 2022 – Ruthless
- 2022 – Dirty Money
- 2022 – Keep All That
- 2023 – Poppin (con Lil Tecca)
- 2023 – Salty
- 2023 – Punt
- 2023 – Ain't Nothing
- 2023 – Codeine Crazy
- 2023 – One Call
- 2024 – Madonna & Rihanna
- 2024 – Out My Mind
- 2024 – Keep It Cool (con gli Internet Money)
- 2024 – Count My Bandz